# Schwende
Schwende (schweizertyska: Schwendi) var ett distrikt i kantonen Appenzell Innerrhoden i Schweiz. Distriktet slogs den 1 maj 2022 samman med Rüte till det nya distriktet Schwende-Rüte.
I Appenzell Innerrhoden har distrikten samma funktion som kommunerna har i övriga kantoner, därför var inte Schwende indelat i kommuner.
Distriktet omfattade orterna Schwende och Wasserauen, en del av orten Weissbad (huvudort) och en del av Appenzell. Delar av bergsområdena Säntis och Alpstein låg inom distriktets gränser.